# Love Song Best
Albums de Crystal Kay
Spin the Music
(2010)
Compilations par Crystal Kay
Best of Crystal Kay
(2009)
Love Song Best est la 4ecompilation de la chanteuse Crystal Kay, sorti sous le label Sony Music Entertainment Japan le 7 décembre 2011 au Japon. Il arrive 81e à l'Oricon et reste classé 5 semaines pour un total de 1 717 exemplaires vendus. Elle sort le même jour que le single Superman. L'édition limitée contient un 2e CD intitulé X'mas&Winter song collection disc comprenant 6 pistes. Le CD1 contient une sélection de chansons d'amour comprenant des chansons inédites. Parmi ces inédites, Time of Love et Cannonball, ont été utilisés comme thème musical et thème de fermeture pour le drama 10-nen Saki mo Kimi ni Koishite qui passe sur NHK.

## Liste des titres
| 1.  | Boyfriend -part II-                                           | 5:01 |
| 2.  | Koi ni Ochitara (恋におちたら)                                | 4:30 |
| 3.  | Kiss                                                          | 5:31 |
| 4.  | My Dear                                                       | 4:11 |
| 5.  | Journey ~Kimi to Futari de~ (Journey ~君と二人で~)            | 4:03 |
| 6.  | Time of Love                                                  | 5:45 |
| 7.  | Cannonball                                                    | 4:21 |
| 8.  | After Love -First Boyfriend- feat. KANAME (CHEMISTRY)         | 3:33 |
| 9.  | Flash (FLASH)                                                 | 3:31 |
| 10. | Curious (CURIOUS)                                             | 4:20 |
| 11. | Two As One                                                    | 3:47 |
| 12. | Kitto Eien ni (きっと永遠に)                                  | 5:03 |
| 13. | Namida ga Afurete mo (涙があふれても)                         | 5:12 |
| 14. | Lost Child (Original Version) (LOST CHILD (ORIGINAL VERSION)) | 6:38 |
| 15. | Konna ni Chikaku de... (こんなに近くで...)                    | 4:04 |
| 16. | Hard to Say                                                   | 4:50 |

| 1. | No More Blue Christmas' | 4:35 |
| 2. | Happy 045 Xmas          | 4:01 |
| 3. | As One                  | 5:06 |
| 4. | LOVE it TAKE it         | 3:28 |
| 5. | Shining                 | 4:48 |
| 6. | Think of U              | 4:55 |